# Toyota Hilux
Toyota Hilux («Хайлакс») — среднеразмерный пикап, выпускаемый компанией Toyota Motor Corporation.
Машина за счёт своей простоты (рамная конструкция, продольное расположение двигателя, подключаемый полный привод), функциональности и ремонтопригодности заслужила огромную популярность по всему миру. Многие компании, занимающиеся тюнингом автомобилей, создают из обычных пикапов настоящих[уточнить] покорителей бездорожья. В данный момент существует 8 поколений Hilux.
В 2017 году международная группа автоэкспертов объявила Toyota Hilux лучшим подержанным пикапом года.

## Первое поколение
Производство Hilux началось в марте 1968 года. Hilux RN10 выпускался версии с малой колёсной базой и с двигателем 1,5 L. В феврале 1971 года двигатель заменили на 1,6 I4.
В апреле 1969 года добавилась версия с увеличенной колёсной базой. Версия с малой колёсной базой осталась в производстве. Длиннобазная версия не продавалась в Северной Америке до 1972 года.

## Второе поколение
В мае 1972 года Hilux 1973 модельного года был представлен как RN20. Более комфортабельная кабина, обновлённые интерьер и экстерьер. Удлинённый кузов длиной 2,3 метра был доступен в Северной Америке в качестве опции, но с апреля 1969 года эта опция стала доступна всем рынкам. Автомобиль предлагался с моторами объёмом 1,6, 2,0 и 2,2 литра и комплектовался четырёх- и пятиступенчатой «механикой».

## Третье поколение
Переработанный Hilux был представлен в августе 1978 года с вариантом 4WD, представленным в январе 1979 года. Вариант 4WD — не предлагаемый с любыми двигателями, меньшими, чем двухлитровый «18R», — отличался некоторой общей технологией с более крупными Toyota Land Cruiser.

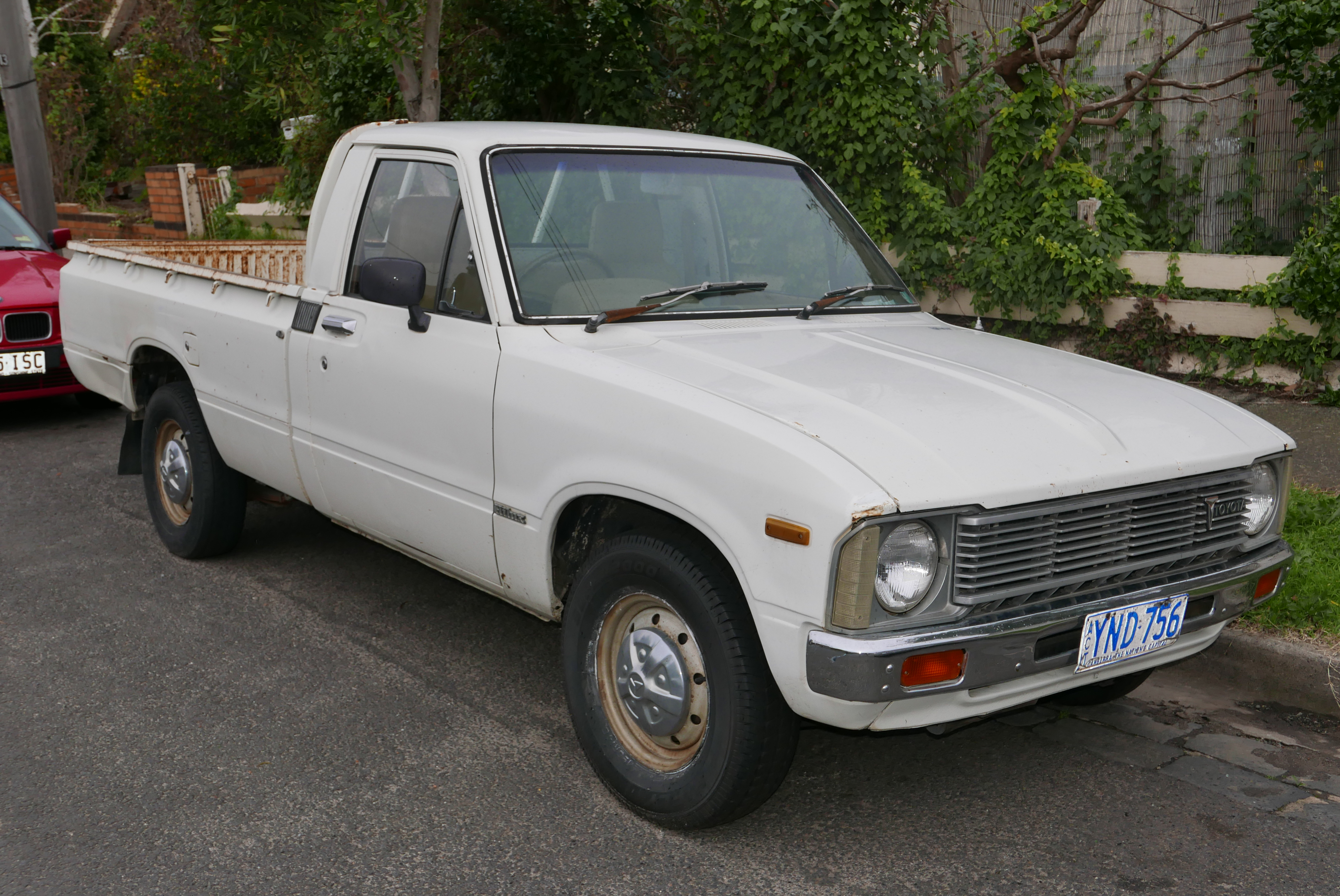
Toyota Hilux 2-дверный

## Четвёртое поколение
Редизайн в августе 1983 года (проданный в качестве автомобилей 1984 года в Северной Америке) представил расширенный вариант кабины Xtracab с шести дюймами пространства за сиденьем для хранения в кабине. Эти модели 1984 года переносились на карбюраторный двигатель 22R, в то время как 1984 модельный год также видел введение инжекторного 22R-E двигателя. Модель комплектовалась четырёх- и пятиступенчатой «механикой» или трёх- и четырёхступенчатым «автоматом».

## Пятое поколение
В следующем редизайне в 1988 году была выпущена опция с более длинной колёсной базой, 3099 мм (122 дюйма), а не 2,616 мм (103 дюйма) для обычной колёсной базы. Его цельные стенки грузового отсека устраняли ржавчинные швы, которые были обнаружены в более ранних моделях. Машина оснащалась четырёх- и пятиступенчатой механической коробкой передач или четырёхступенчатым «автоматом».

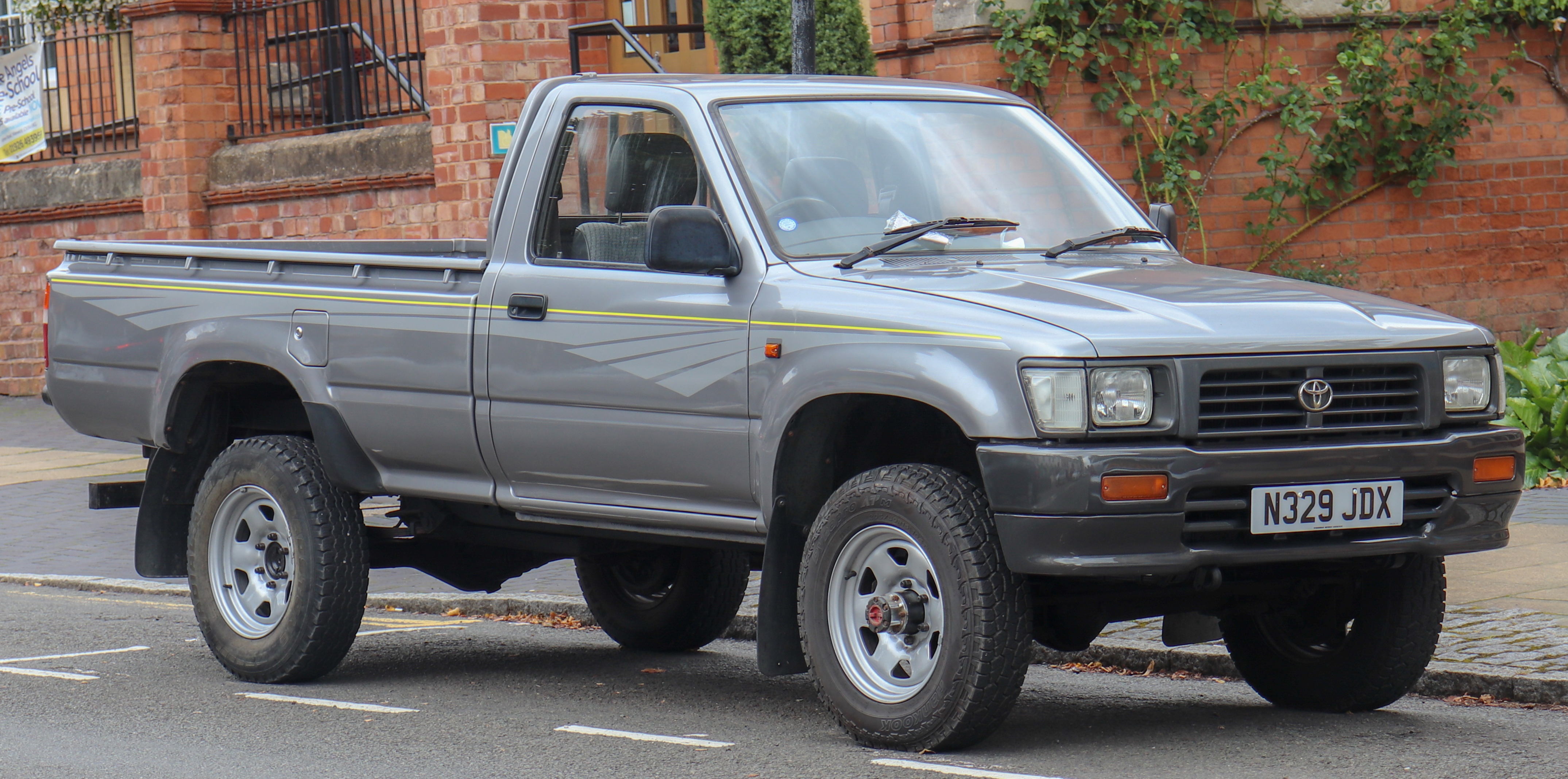
После обновления 1993 года

## Шестое поколение
Появление моделей шестого поколения, приходится на 1997 год. Производство продолжалось до 2004 года. Hilux оснащался тремя типами кабин и четырьмя вариантами двигателей — три бензиновых и один дизельный. В продаже предлагались только версии с пятиступенчатой «механикой» и четырёхступенчатой автоматической трансмиссией.
На американском рынке модель получила своё собственное имя Tacoma.

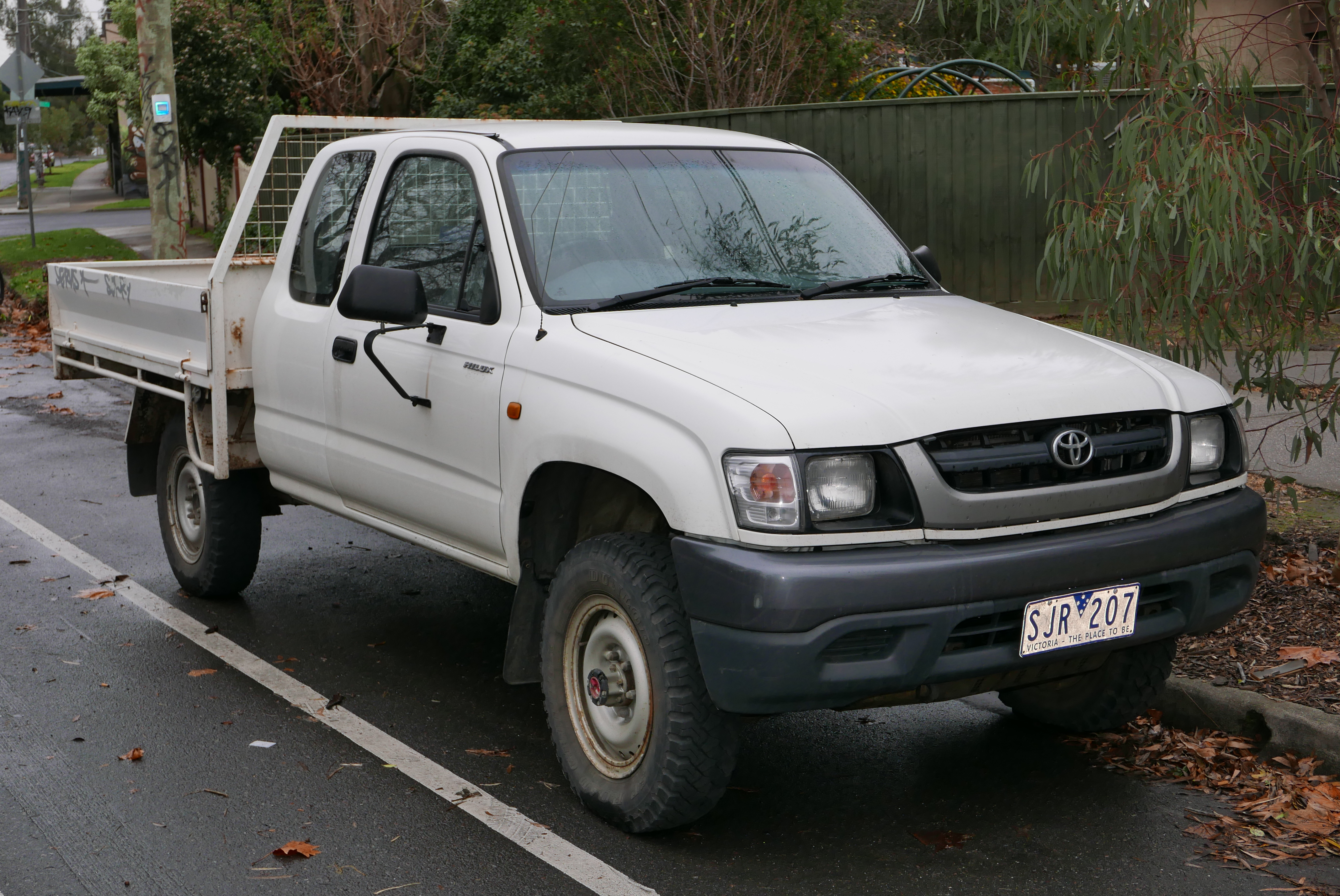
После обновления 2002 года

## Седьмое поколение
Седьмое поколение пикапов Toyota Hilux дебютировало в сентябре 2004 года. Производство модели одновременно началось в Таиланде, ЮАР, Аргентине и Индонезии с 2004 года (в 2005 г. дошёл и до России). Производство агрегатов рассредоточено по миру. В Таиланде собирают турбодизели, в Индонезии — бензиновые моторы, в Индии — коробки передач. Главные отличия нового Hilux — более прочная лонжеронная рама С увеличенной до 45 % жёсткостью на кручение и модернизированные передняя двухрычажная и задняя рессорная подвески. Седьмое поколение предлагается с 3 видами кабин. Одинарная — Single Cab, полуторная — Extra Cab и двойная — Double Cab. С 2008 года производится первый рестайлинг.
В 2012 году сделан рестайлинг, обновлённая турбина, блокировка заднего дифференциала уже на минимальной комплектации, немного обновлённый внешний вид. На российском рынке предлагались только версии с двойной кабиной и полноприводной трансмиссией с подключаемым «передком» и понижающей передачей. Toyota Hilux для российского рынка оснащалась 2,5-литровым турбодизелем мощностью 144 л. с. и 5-ступенчатой «механикой» или 3-литровым дизельным мотором мощностью 171 л. с. и 5-ступенчатым «автоматом».

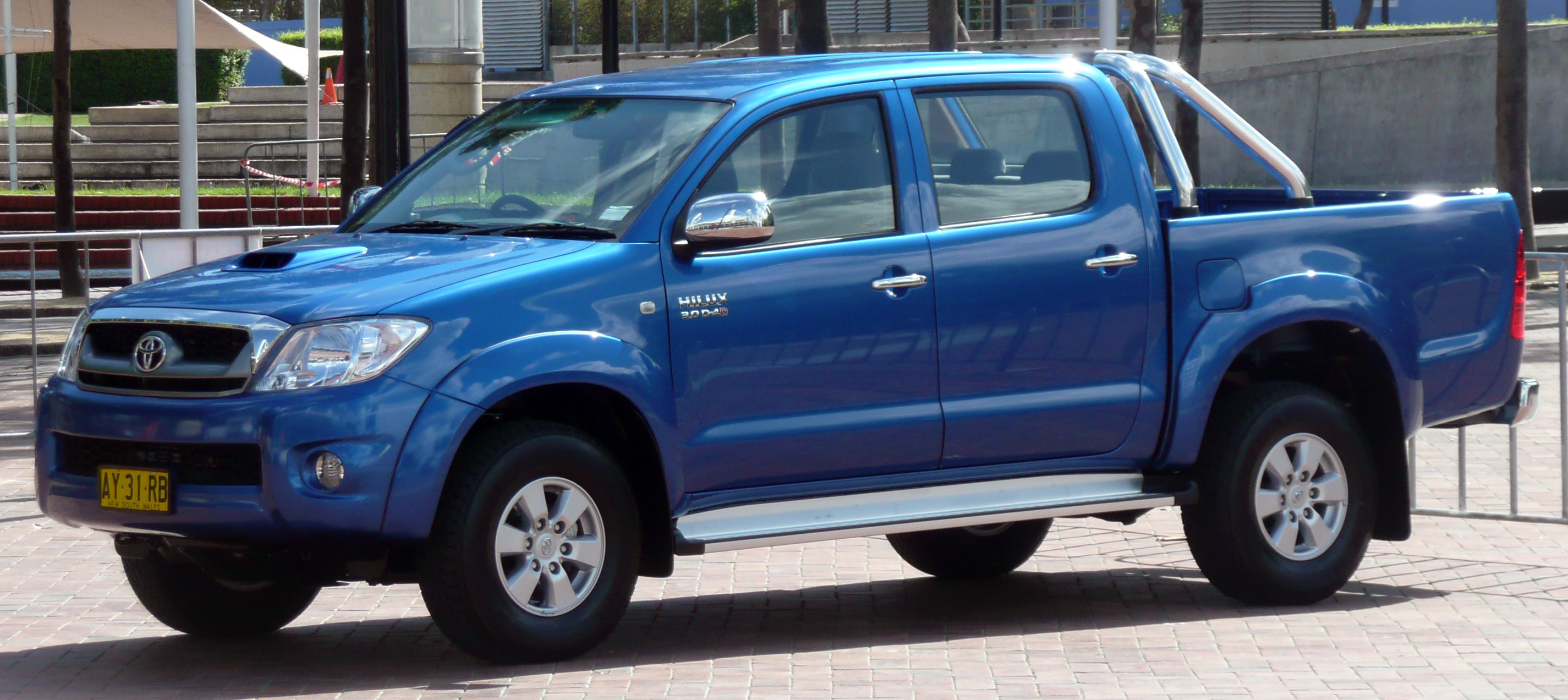
Toyota Hilux
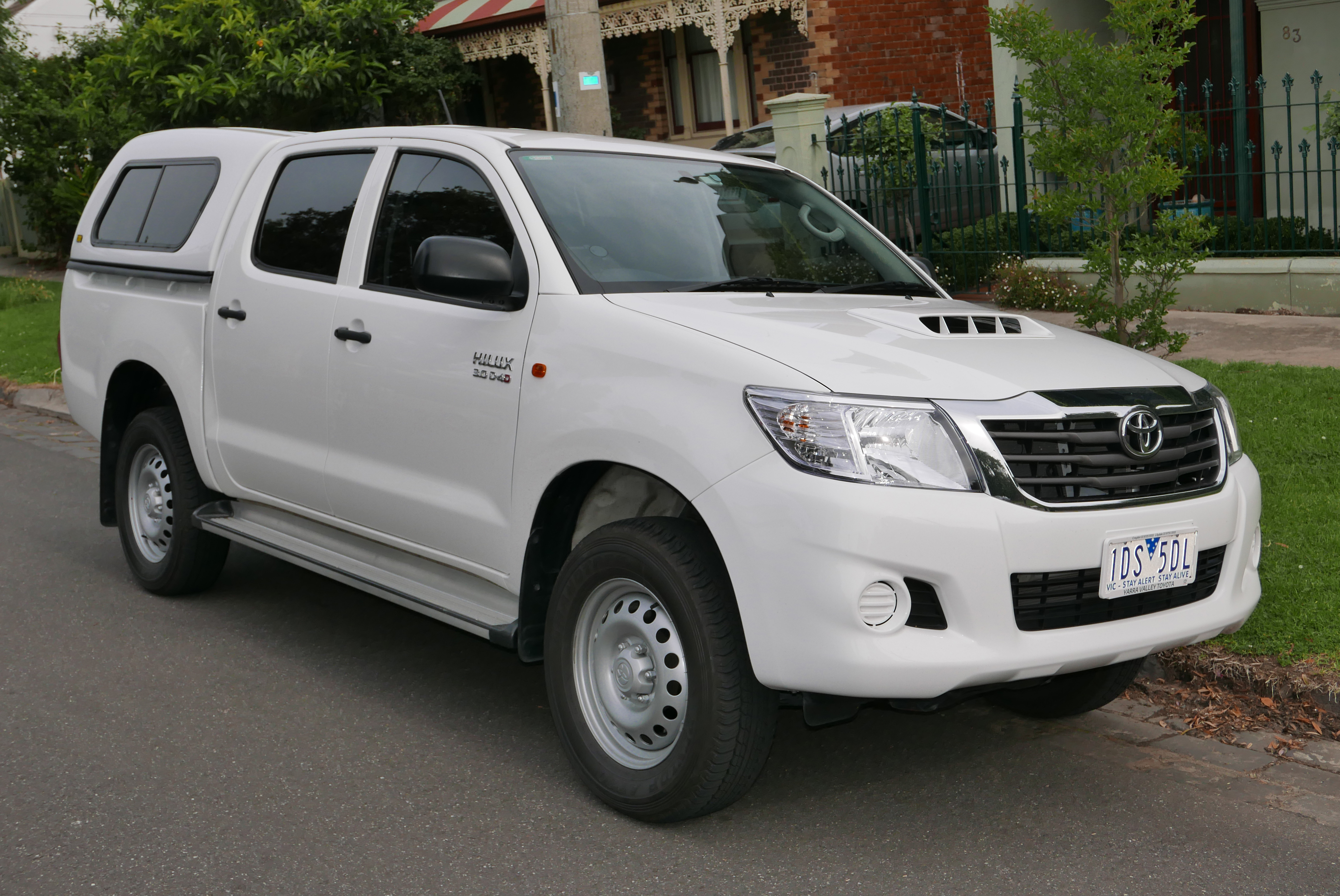
После обновления 2012 года

## Восьмое поколение
Восьмое поколение Toyota Hilux официально поступило в продажу 21 мая 2015 года в Бангкоке и Сиднее, а в 2016 году и в России (сначала в Москве, годом позже и на Дальнем Востоке). Автомобиль оснащается четырёхцилиндровыми двигателями серии Global Diesel, в которых реализована концепция ESTEC (экономия в совокупности с термически эффективным сгоранием).
В базовой комплектации автомобиль обладает 2,4-литровым турбодизелем, мощность которого составляет 150 л. с., и 6-ступенчатой механической коробкой передач. А также автомобиль оснащён флагманским 2,8-литровым турбодизелем мощностью 177 л. с.
Автомобиль оснащён семью подушками безопасности, антиблокировочной системой, контролем устройчивости (VSC), ассистентом подъёма на склоне и системой стабилизации прицепа. В России стоимость Toyota Hilux восьмого поколения начинается от 1,499 млн рублей.

#### Рестайлинг
В 2019 году компания Toyota представила обновлённую версию пикапа Hilux. Hilux получил изменения в радиаторной решётке, видоизменённый передний бампер и новые противотуманные фары с С-образными хромированными элементами. В салоне новый мультимедийный экран. Улучшены настройки подвески. Toyota Hilux предлагается с дизельными моторами объёмом 2,4 и 2,8 литра, развивающими 150 и 177 л. с. Мотор 2,8 теперь развивает 200-204 л.с. В 2021 году в России начали продавать версию с бензиновым мотором объёмом 2,7 литра и мощностью 164-166 л. с.

### Безопасность

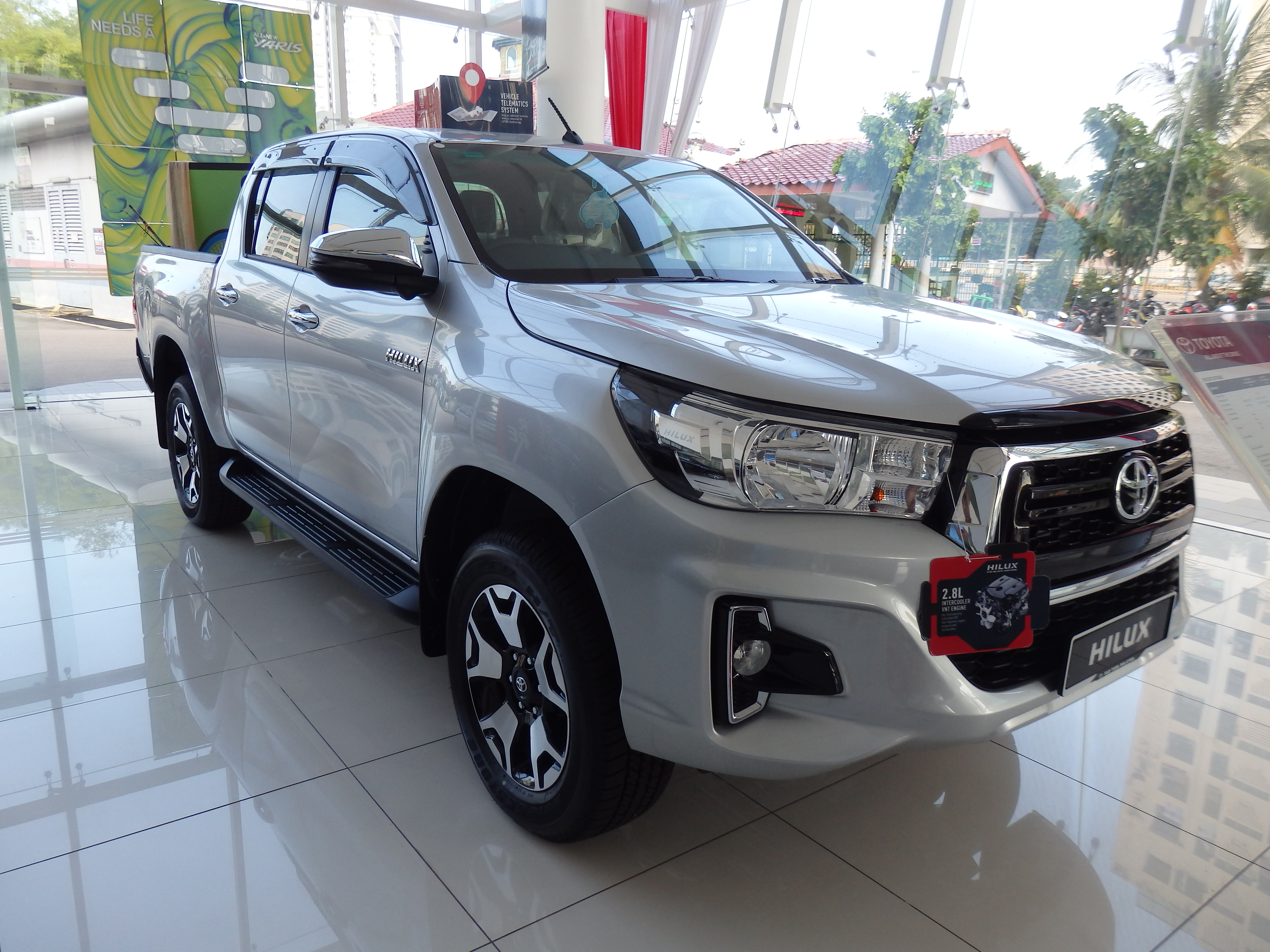
После обновления 2019 года

Автомобиль прошёл тест Euro NCAP в 2016 году дважды, поскольку первый тест не устроил производителя:
| Euro NCAP                                                                               | Euro NCAP | Euro NCAP | Euro NCAP             |
| --------------------------------------------------------------------------------------- | --------- | --------- | --------------------- |
| · общий рейтинг                                                                         |           |           |                       |
| 85%                                                                                     | 82%       | 73%       | 25%                   |
| взрослый пассажир                                                                       | ребёнок   | пешеход   | активная безопасность |
| Протестированная модель: Toyota Hilux Double-Cab, 2.4 diesel 4x4, mid grade, LHD (2016) |           |           |                       |

| Euro NCAP                                                                               | Euro NCAP | Euro NCAP | Euro NCAP             |
| --------------------------------------------------------------------------------------- | --------- | --------- | --------------------- |
| · общий рейтинг                                                                         |           |           |                       |
| 93%                                                                                     | 82%       | 83%       | 63%                   |
| взрослый пассажир                                                                       | ребёнок   | пешеход   | активная безопасность |
| Протестированная модель: Toyota Hilux Double-Cab, 2.4 diesel 4x4, mid grade, LHD (2016) |           |           |                       |

## Галерея

Модели
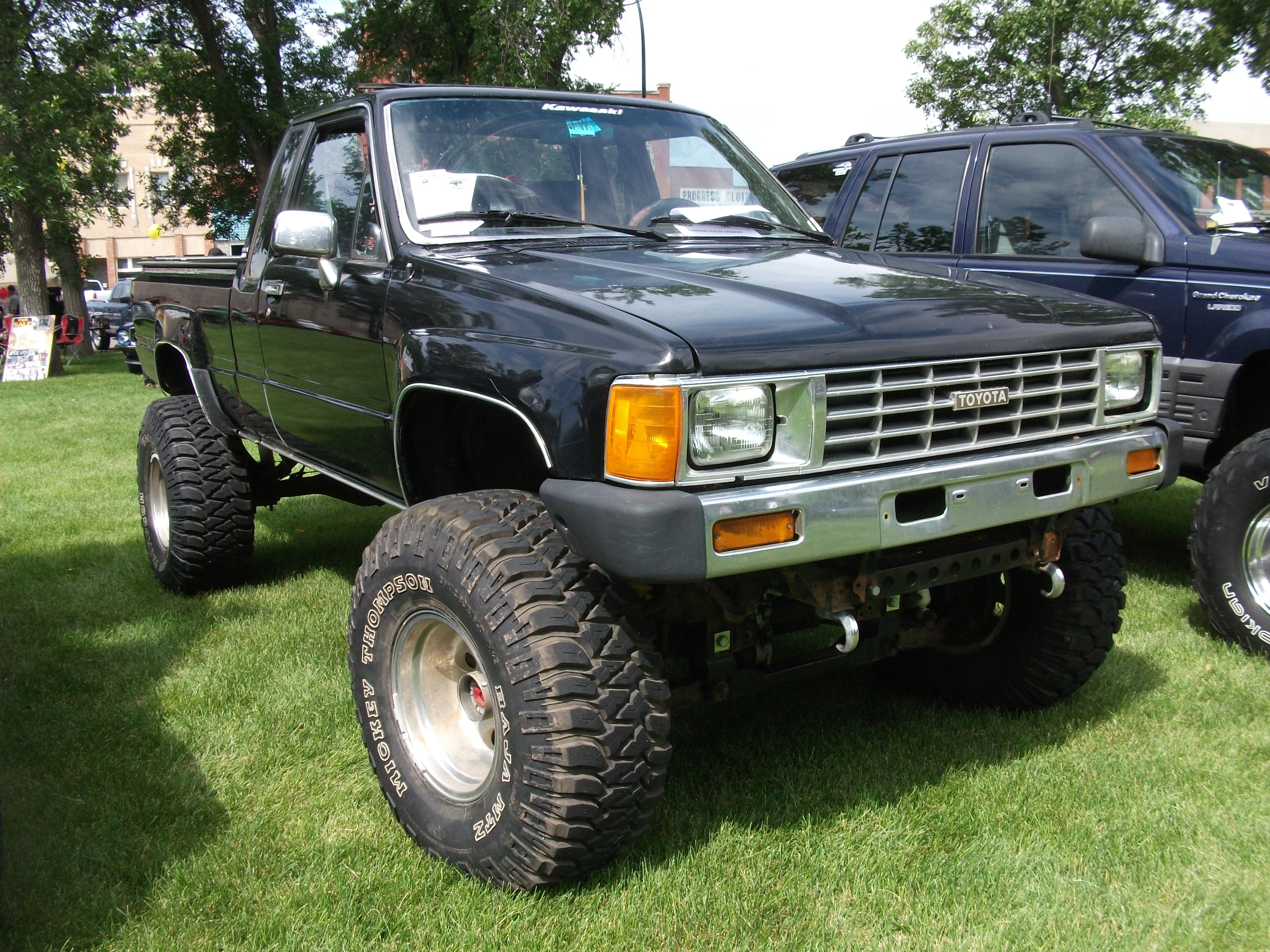
Toyota HiLux 4x4
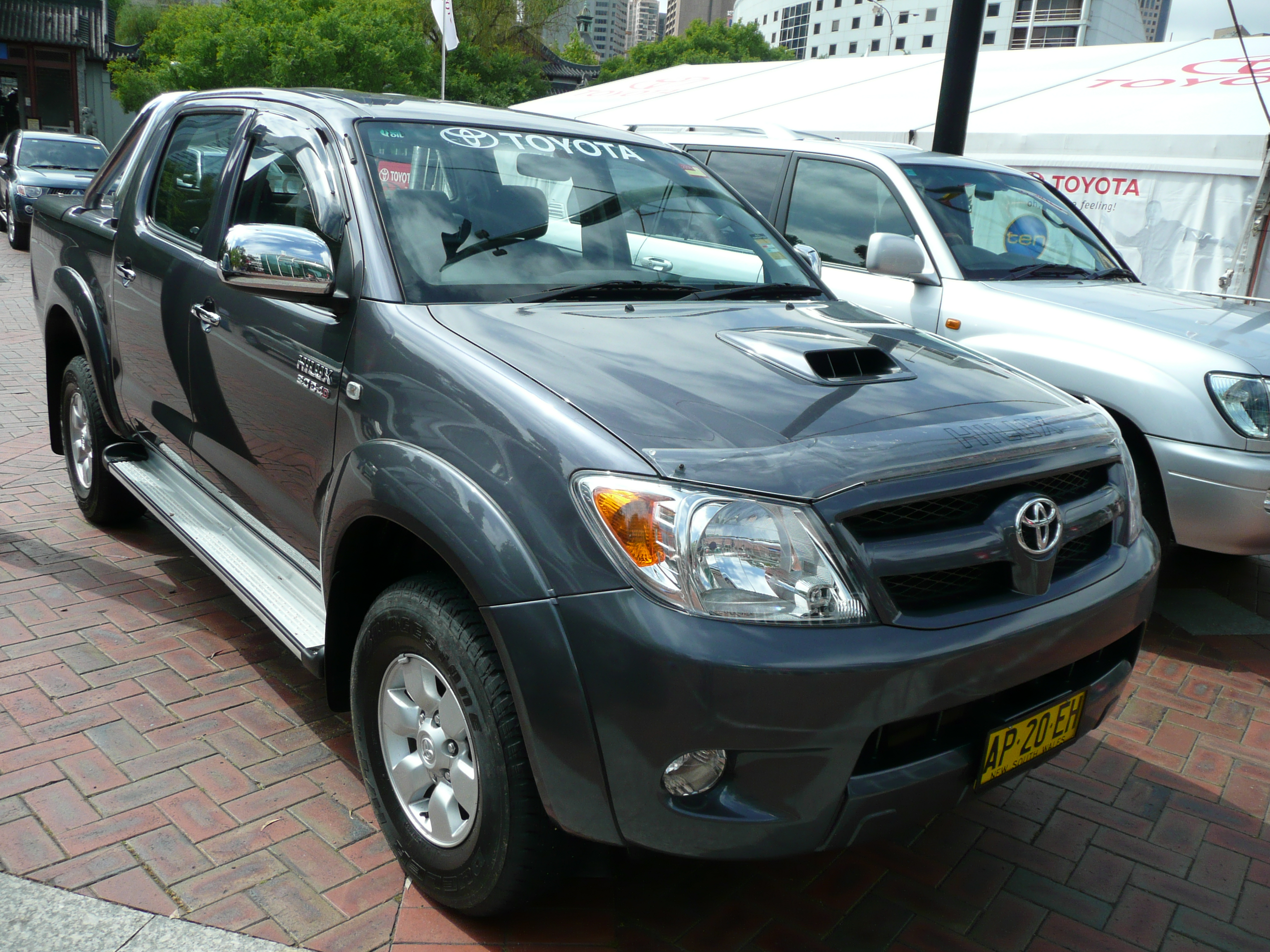
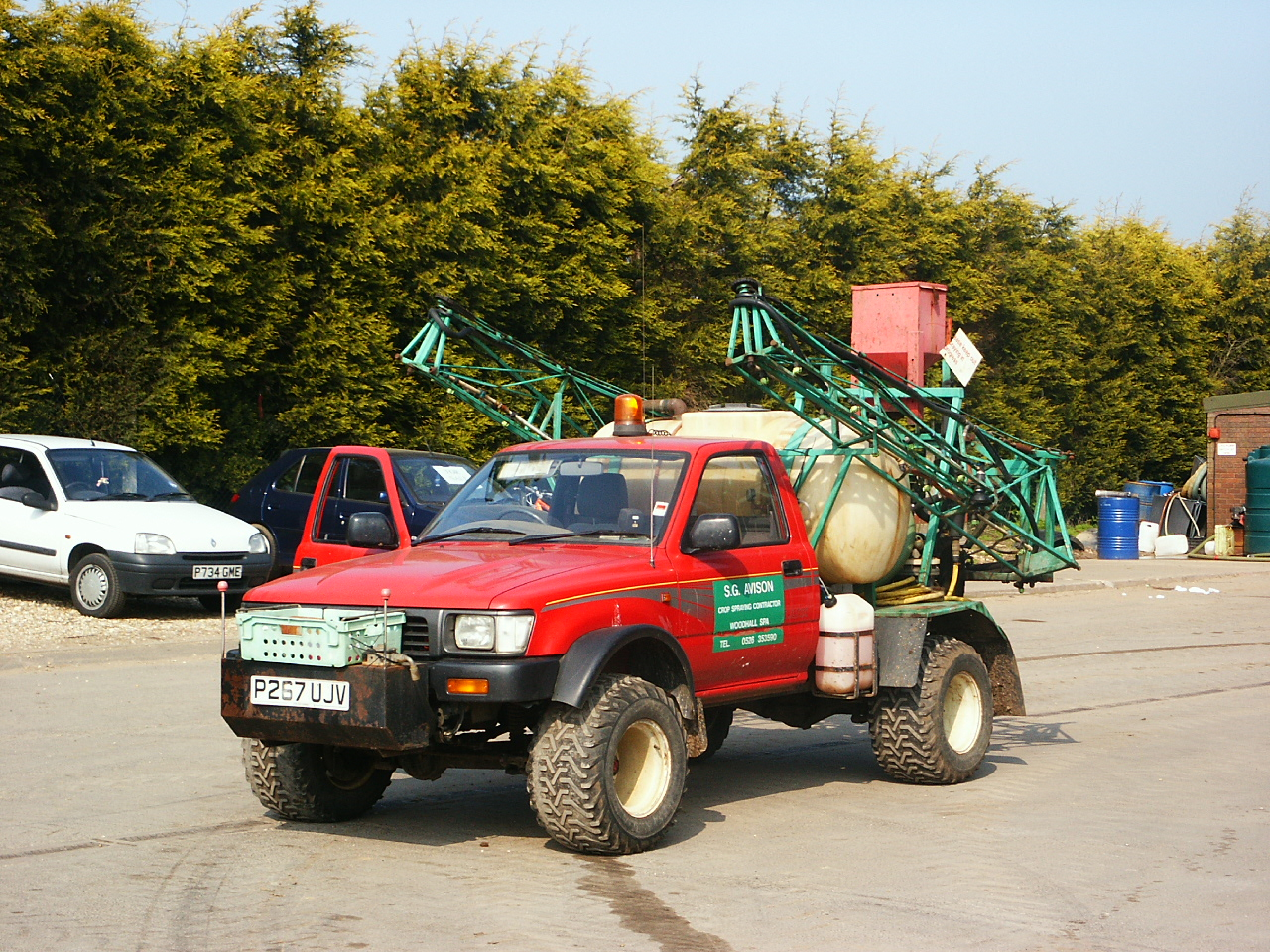
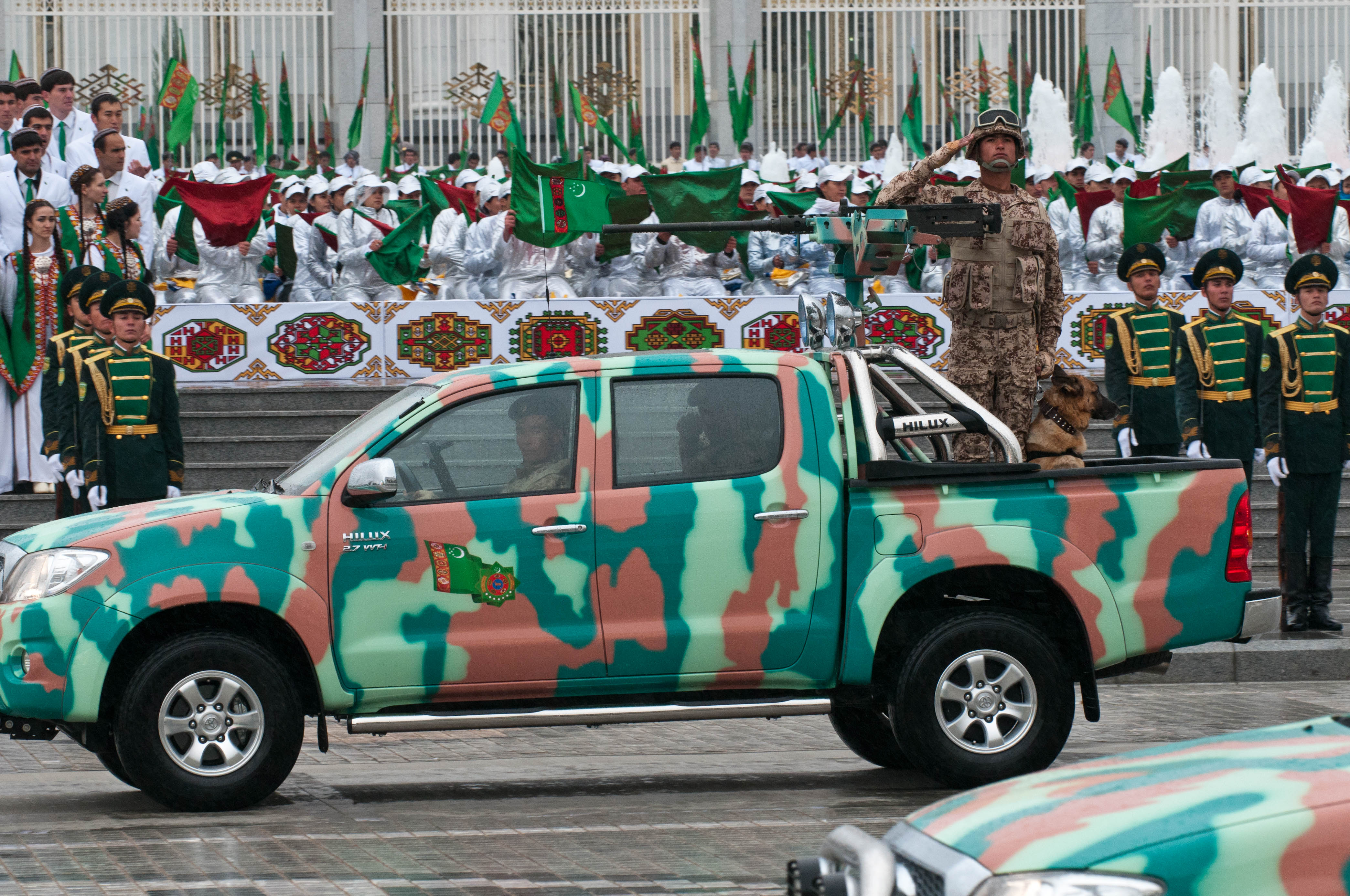
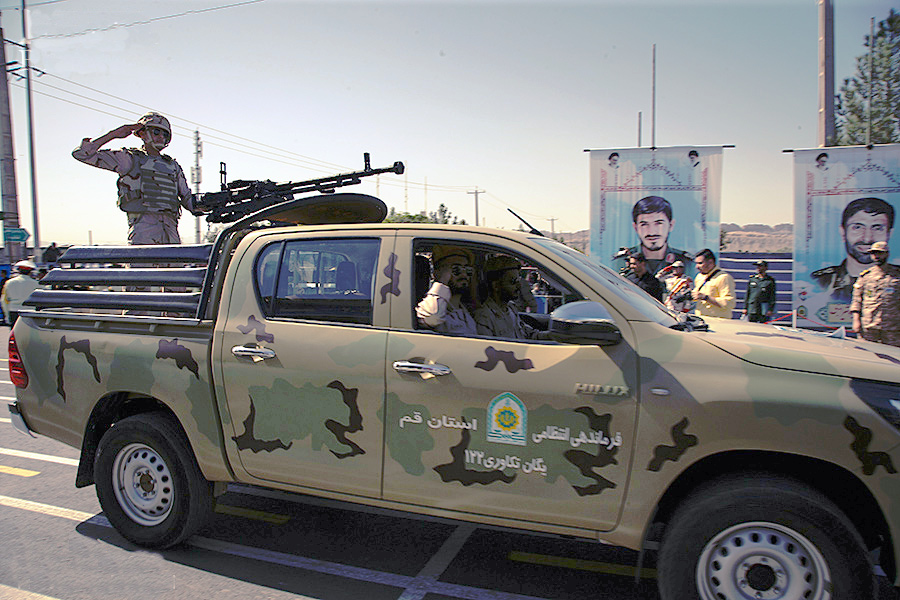